# Argopleura
Argopleura är ett släkte av fiskar. Argopleura ingår i familjen Characidae.
Kladogram enligt Catalogue of Life:
| Argopleura | \| \| Argopleura chocoensis \| \| \| \| \| \| Argopleura conventus \| \| \| \| \| \| Argopleura diquensis \| \| \| \| \| \| Argopleura magdalenensis \| \| \| \| |
|            | \| \| Argopleura chocoensis \| \| \| \| \| \| Argopleura conventus \| \| \| \| \| \| Argopleura diquensis \| \| \| \| \| \| Argopleura magdalenensis \| \| \| \| |
|            | Argopleura chocoensis |
|            | |
|            | Argopleura conventus |
|            | |
|            | Argopleura diquensis |
|            | |
|            | Argopleura magdalenensis |
|            | |